# Палађано
Палађано (итал. Palagiano) је насеље у Италији у округу Таранто, региону Апулија.
Према процени из 2011. у насељу је живело 15388 становника. Насеље се налази на надморској висини од 41 м.

## Становништво
Према резултатима пописа становништва 2011. у општини је живело 16.052 становника.
| 1931. | 1936. | 1951. | 1961. | 1971.  | 1981.  | 1991.  | 2001.  | 2011.  |
| ----- | ----- | ----- | ----- | ------ | ------ | ------ | ------ | ------ |
| 4.971 | 5.226 | 6.989 | 8.602 | 10.445 | 13.337 | 14.910 | 15.815 | 16.052 |